# Melekallahalli, Gubbi
Melekallahalli là một làng thuộc tehsil Gubbi, huyện Tumkur, bang Karnataka, Ấn Độ.